# Nehon
Nehon è una suddivisione dell'India, classificata come census town, di 10.158 abitanti, situata nel distretto di Rupnagar, nello stato federato del Punjab. In base al numero di abitanti la città rientra nella classe IV (da 10.000 a 19.999 persone).

## Geografia fisica
La città è situata a 31° 02' 21 N e 76° 34' 34 E.

## Società

### Evoluzione demografica
Al censimento del 2001 la popolazione di Nehon assommava a 10.158 persone, delle quali 5.727 maschi e 4.431 femmine. I bambini di età inferiore o uguale ai sei anni assommavano a 1.112, dei quali 625 maschi e 487 femmine. Infine, coloro che erano in grado di saper almeno leggere e scrivere erano 8.005, dei quali 4.760 maschi e 3.245 femmine.